# Collegiata di San Cassiano
La Collegiata di San Cassiano è il principale luogo di culto cattolico di San Casciano in Val di Pesa.

## Storia
La chiesa sorge sul culmine della collina che fa da spartiacque tra le valli della Greve e della Pesa.
Fin dall'epoca romana lì si intersecavano la Strada Regia Romana, che da Firenze portava a Siena e quindi a Roma, e la via che dalla piana dell'Arno conduceva nel Chianti o verso Volterra.
L'antica Chiesa dedicata a San Cassiano di Imola dipendeva dalla vicina Pieve di Santa Cecilia a Decimo e risaliva al XII secolo ed era in stile romanico, probabilmente ad unica navata.
La sua storia è legata a quella di San Casciano. Più questo cresceva più la chiesa aumentava di importanza giuridica. Nel 1487 fu elevata a Propositura e distaccata dalla Pieve di Decimo e in seguito, nel 1686, grazie ai fondi della famiglia Lucardesi, le fu conferito il titolo di Collegiata, l'unica con quella di Empoli a Sud della provincia di Firenze.
Nonostante la accresciuta importanza sul finire del XVIII secolo la chiesa era in condizioni fatiscenti tanto che il capitolo dei Canonici decise di ricostruirla.
I lavori iniziarono nel 1793 e lo stile fu quello in voga al momento: il Neoclassicismo.
Il progettista Lorenzo Pozzolini si era distinto soprattutto come costruttore di teatri quali quello di Anghiari e quello di Fucecchio. Lo spazio a disposizione era poco così si decise di abbattere l'oratorio della Santissima Annunziata che sorgeva alla sinistra della Chiesa.
A causa delle enormi spese non fu possibile realizzare il campanile che rimase quello della precedente costruzione, piccolo e sproporzionato. Il campanile nel 1895 fu gravemente danneggiato del terremoto e fino al 1997 è rimasto legato con longarine e catene per garantirne la staticità.
Nel 1997 è stato completamente restaurato, innalzato di alcuni metri e reso consono alla Collegiata.

## Descrizione

### Facciata

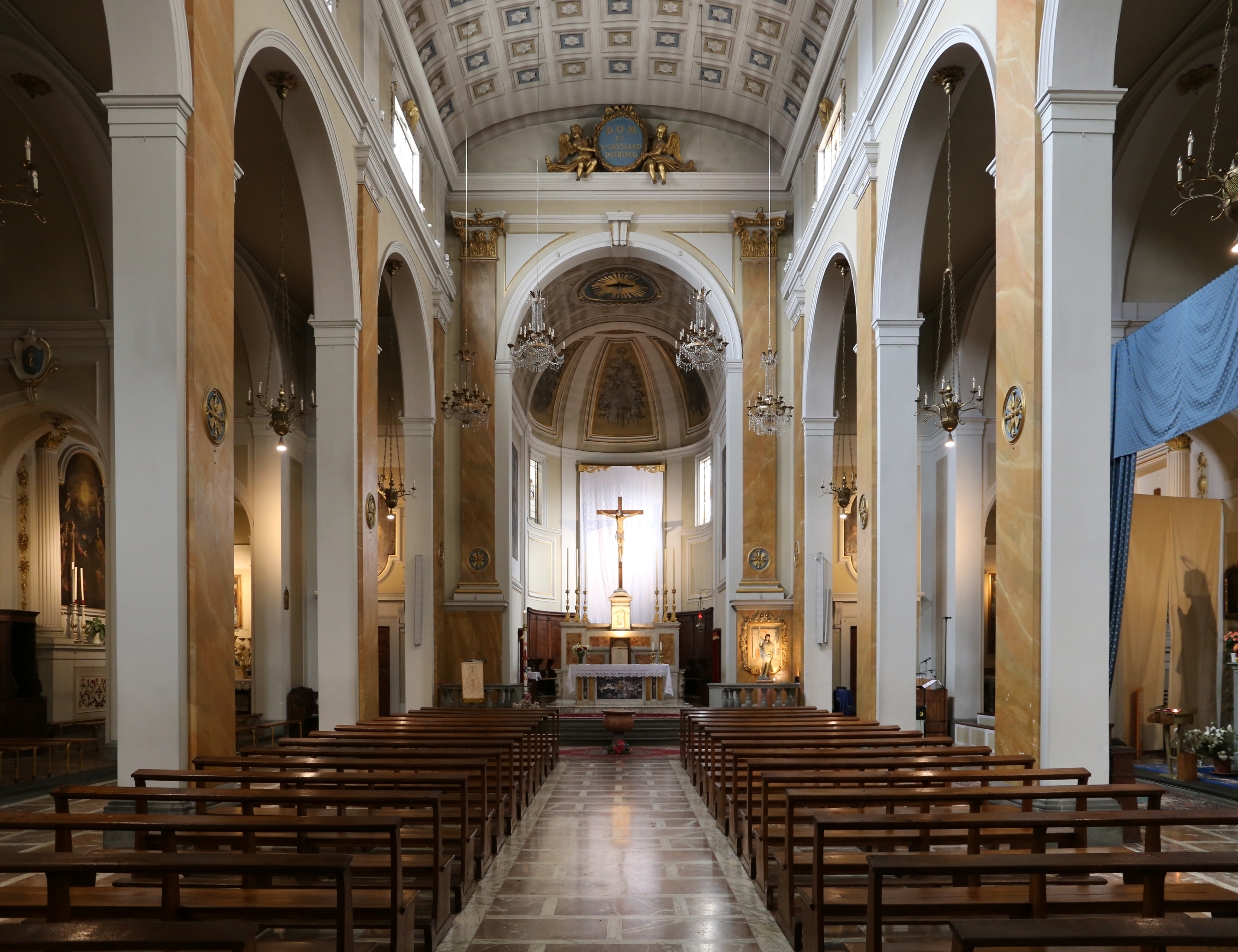
Interno

La facciata è un rispettoso esempio dell'arte neoclassica. Si caratterizza per delle lesene e dei cornicioni che disegnano lo spazio scandito dalla finestra centrale e dai tre portali d'ingresso.
Nel 1966 nel corso di restauri all'edificio furono aperte le due finestre laterali.
La facciata è conclusa da un timpano sulla cui sommità, all'inizio del '900, furono poste alcune statue in terracotta dell'Impruneta.

### Interno
L'interno a cinque navate, in stile basilicale, è spazioso e luminoso. Le due navate più esterne in origine erano cappelle laterali.
La trasformazione da tre a cinque navate avvenne nel 1966. I lavori di restauro furono iniziati per adeguare l'edificio alle norme liturgiche emanate in seguito al Concilio Vaticano II.
In quell'occasione dal presbiterio fu rimosso il grande altare settecentesco sostituito dall'attuale semplice mensa rivolta verso i fedeli e venne costruito il ciborio con i marmi del vecchio altare. Dalle cappelle laterali furono tolte le balaustre e gli altari e lo spazio accresciuto messo a disposizione dei fedeli tramite due navate. Il pavimento che era a losanghe bianche e nere venne ricoperto di marmo rosa inquadrato da cornici di marmo bianco.
Sopra il portone d'ingresso si trova la cantoria di legno intagliato che ospita i resti dell'organo realizzato dalla Agati-Tronci alla fine del XIX secolo riutilizzando il materiale di un precedente strumento costruito nel 1819-1821 da Filippo Tronci.

### Cappelle

#### Navata destra
Prima cappella

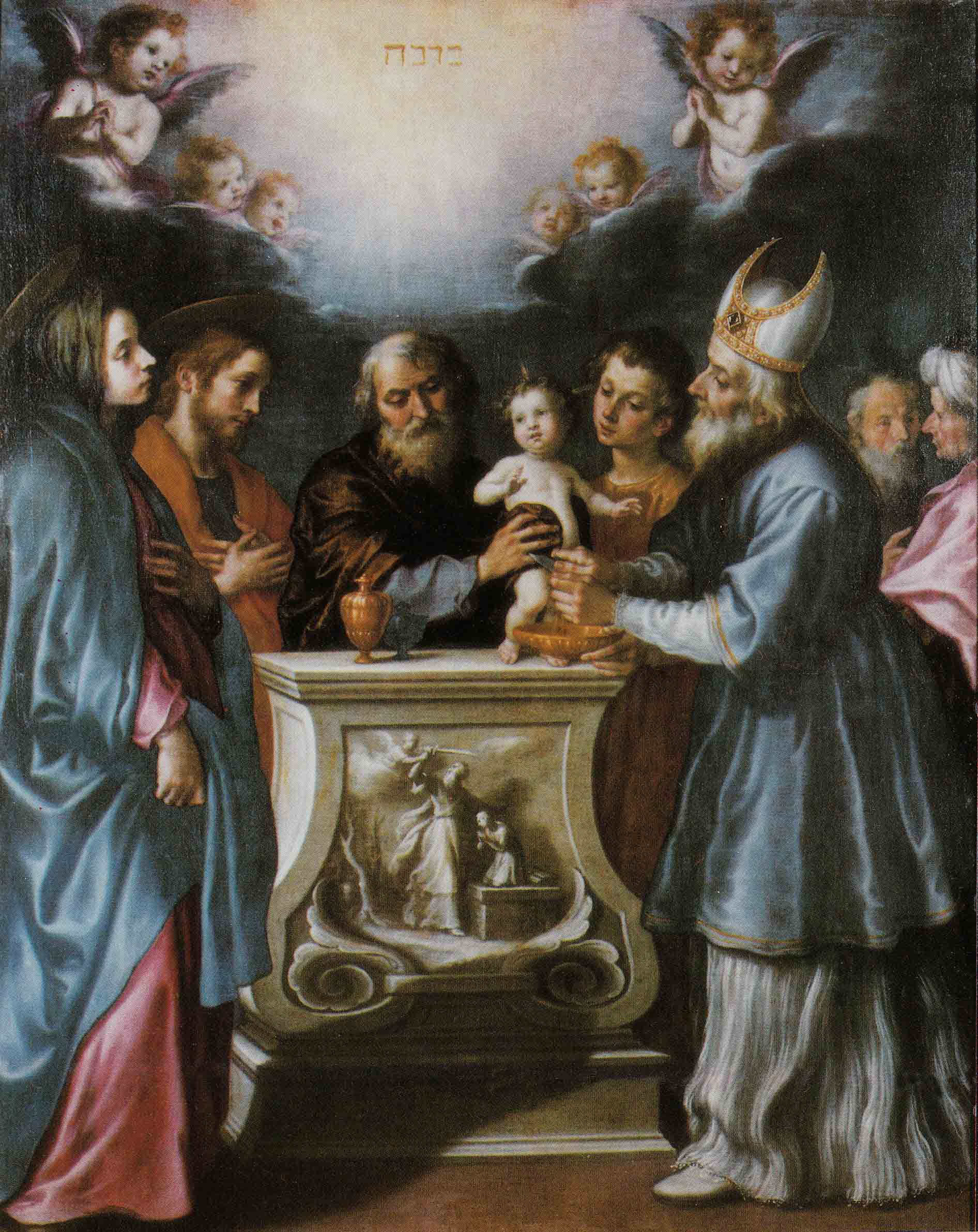
Circoncisione di Gesù, Francesco Curradi

Nella prima cappella sulla destra dopo l'ingresso c'è il fonte battesimale. Nella lunetta in alto c'è un affresco della fine del XIV secolo che ornava il portale della antica chiesa. Il soggetto dipinto è la Madonna del Latte tra i santi Giovanni Battista e Stefano.
Seconda cappella
È dedicata a san Carlo Borromeo. All'altare una tela raffigurante San Carlo realizzata nel 1617 e proveniente dalla chiesa di Sant'Andrea a Fabbrica.
Terza cappella
Ricca di stucchi policromi è dedicata a san Cassiano di Imola e in una teca sono raccolte le reliquie del santo: una mandibola e un femore. Il reliquiario è a forma di ostensorio la cui base è stata ricavata da un candeliere d'argento del 1706; la teca risale invece al 1853.
Quarta cappella
Detta cappella del Crocifisso ospita un Crocifisso della scuola di Baccio da Montelupo. L'opera secondo la tradizione locale proviene dall'oratorio dei Santi Antonio e Giuliano di proprietà della Compagnia dei Battilani che aveva sede vicino alla chiesa della Misericordia.
Testa della navata
Alla fine della navata sono collocate due opere; una Circoncisione di Gesù di Francesco Curradi del 1605 e sulla porta che immette sul campanile è posta una tela del primo Settecento raffigurante la Carità.

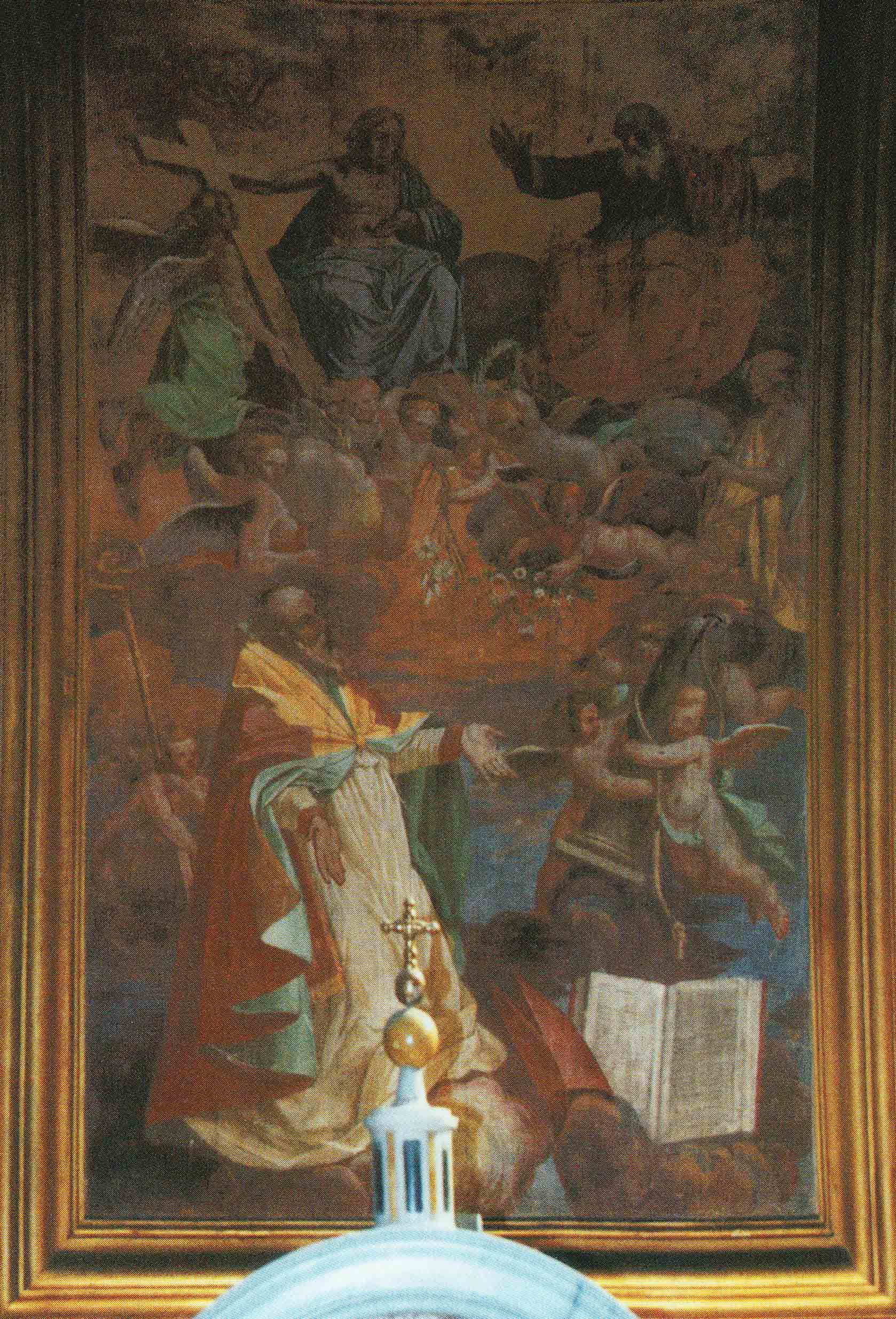
Gloria di san Cassiano, Luigi Pistocchi

#### Altare maggiore
La più importante opera custodita nella chiesa è qui. Si tratta del Crocifisso ligneo di Baccio da Montelupo. Il Crocifisso proviene da una villa privata della Romola e fu donato nel 1948.
Nell'abside troneggia l'affresco raffigurante la Gloria di san Cassiano. L'opera è firmata e datata: Luigi Pistocchi di Faenza nel 1797.

#### Navata sinistra
Prima cappella
La prima cappella dopo l'ingresso contiene una Pietà dell'Ottocento particolarmente venerata a livello locale.
Seconda cappella
Vi si trova una tela del secolo XVII rappresentante la Sacra Famiglia con san Giovannino.
Terza cappella

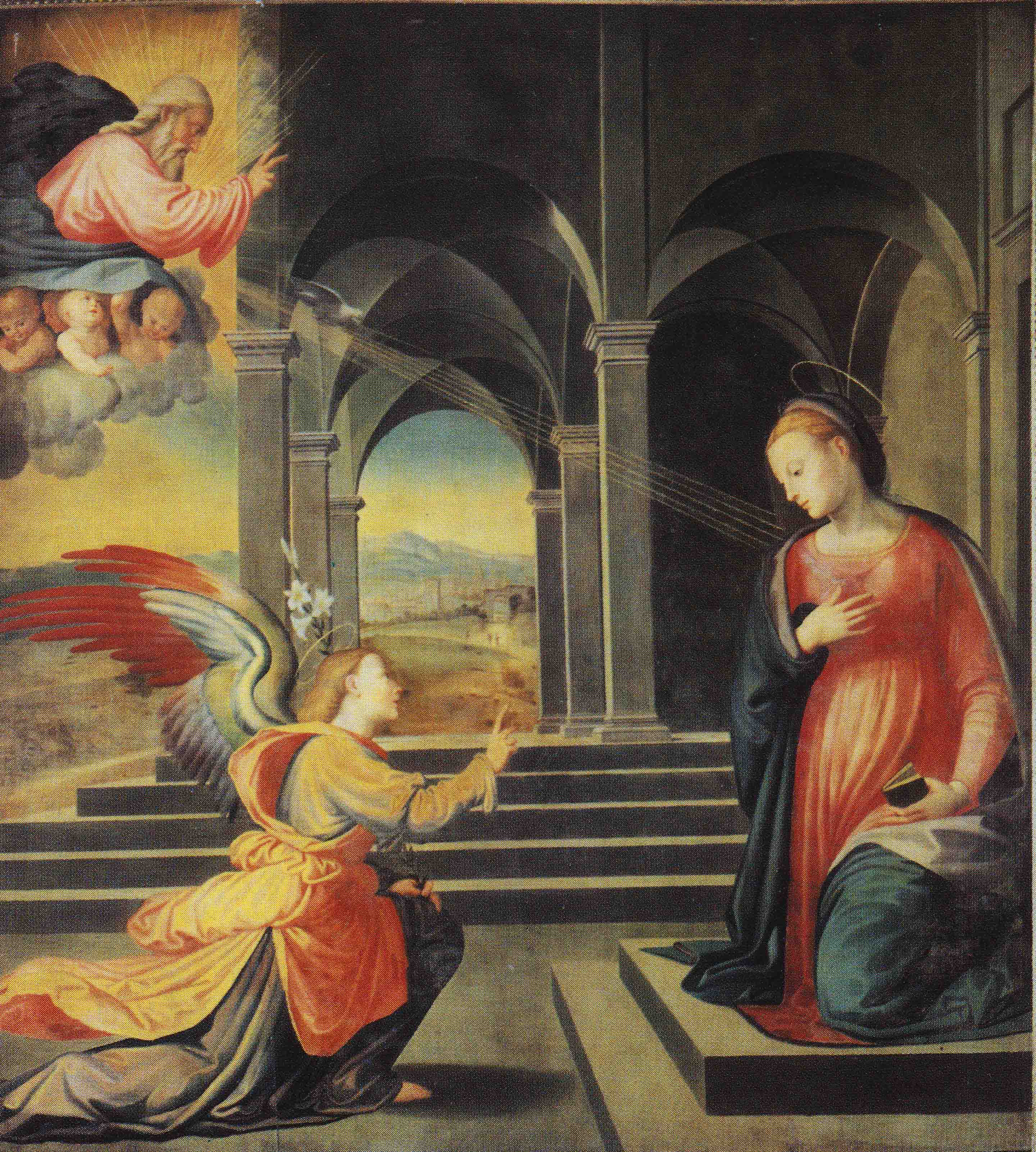
Annunciazione di Fra Paolino da Pistoia

Detta la cappella della Madonna, al suo interno una tavola di fra Paolino da Pistoia (secolo XVI) rappresentante l'Annunciazione. Fino al 1796 la tavola era posta all'altare maggiore dell'oratorio dell'Annunziata, situato un tempo a fianco della collegiata. Nel quadro è dipinto anche un panorama di Firenze visto da San Casciano, così come doveva apparire all'epoca.
Quarta cappella

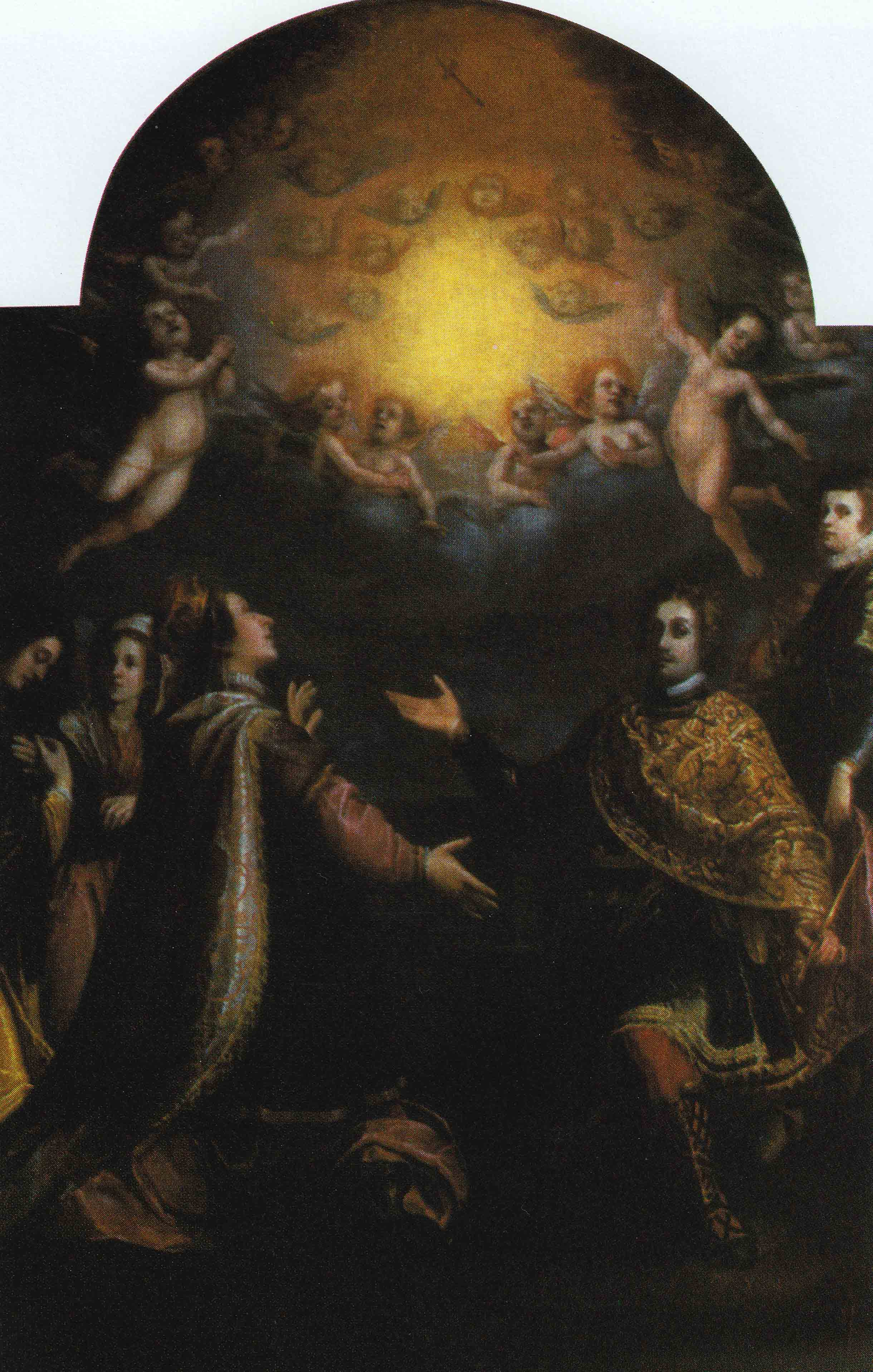
Trionfo della santa Croce, Giovan Battista Montini

Detta cappella Lucardesi, venne costruita nel 1612 da questa famiglia. Si caratterizza per l'imponente altare marmoreo e per lo stile neoclassico.
Sull'altare si trova una raffigurazione della Madonna col Bambino, affresco staccato del XV secolo attribuito alla scuola di Filippo Lippi donato alla chiesa da una famiglia locale. Sempre nella medesima cappella si trova un dipinto col Trionfo della Croce, attribuito a Giovan Battista Montini (1612), e modificato nel 1796 per adattarlo all'altare.
Testa della navata
Vi si trova una tela della Fede. È opera dello stesso artista della Carità che si trova sull'altro lato.
La porta sottostante dà accesso alla sacrestia.

### Sacrestia
All'interno della sacrestia si trovano varie opere degne di nota.
La più importante è il crocifisso ligneo attribuito alla bottega del Verrocchio. Si trova qui dal 1948; in precedenza ornava l'altare maggiore ma fu spostato per far posto a quello di Baccio da Montelupo. Altra opera interessante è il Martirio di san Pietro da Verona di ignoto (copia da Tiziano), proveniente chiesa di San Pier di Sopra.
In sacrestia si trova anche un terzo quadro intitolato Sant'Antonio Abate che fa visita a san Paolo Eremita.